# Terminalia paniculata
Terminalia paniculata är en tvåhjärtbladig växtart som beskrevs av Albrecht Wilhelm Roth. Terminalia paniculata ingår i släktet Terminalia och familjen Combretaceae. Inga underarter finns listade i Catalogue of Life.

## Bildgalleri

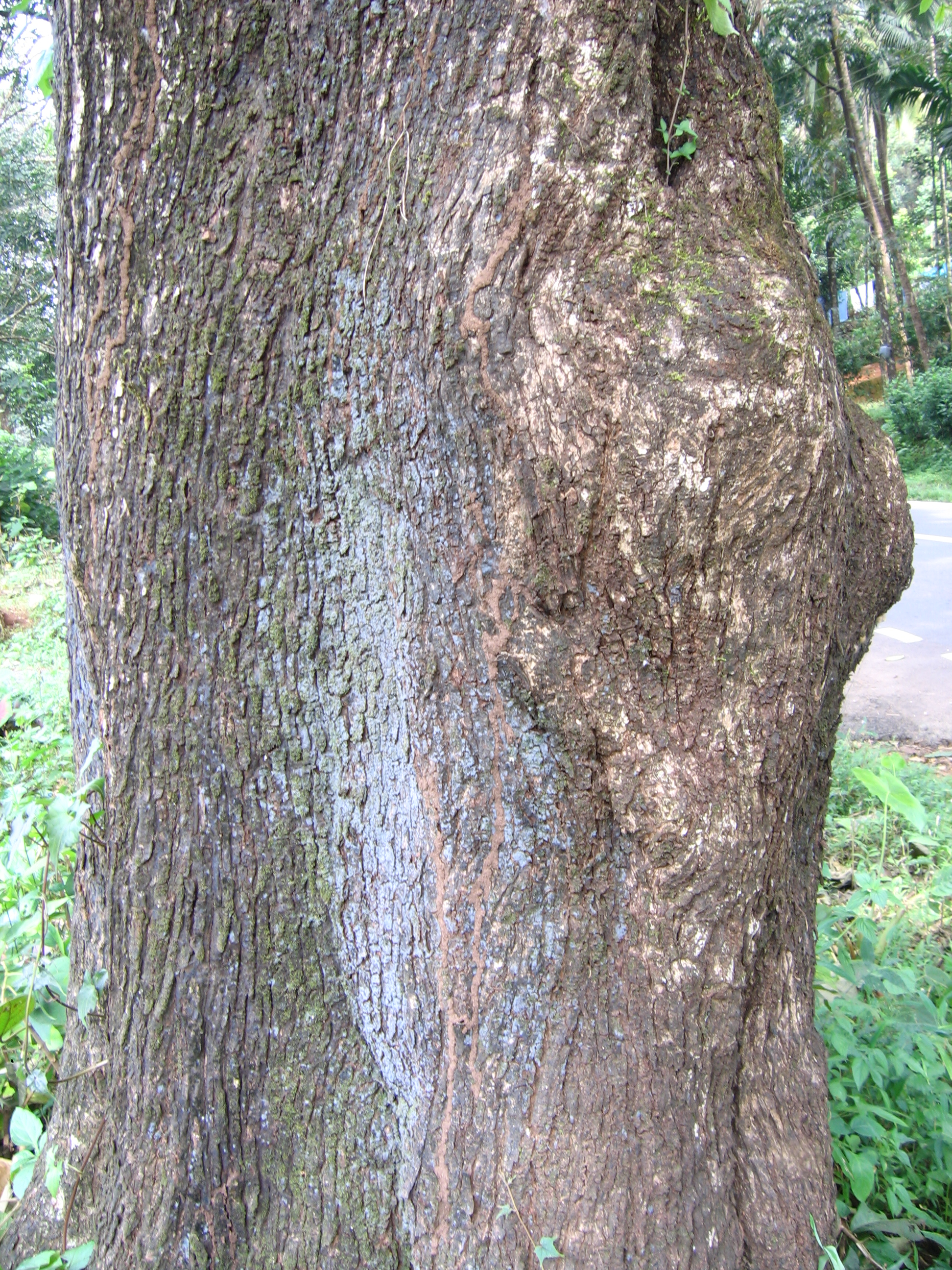
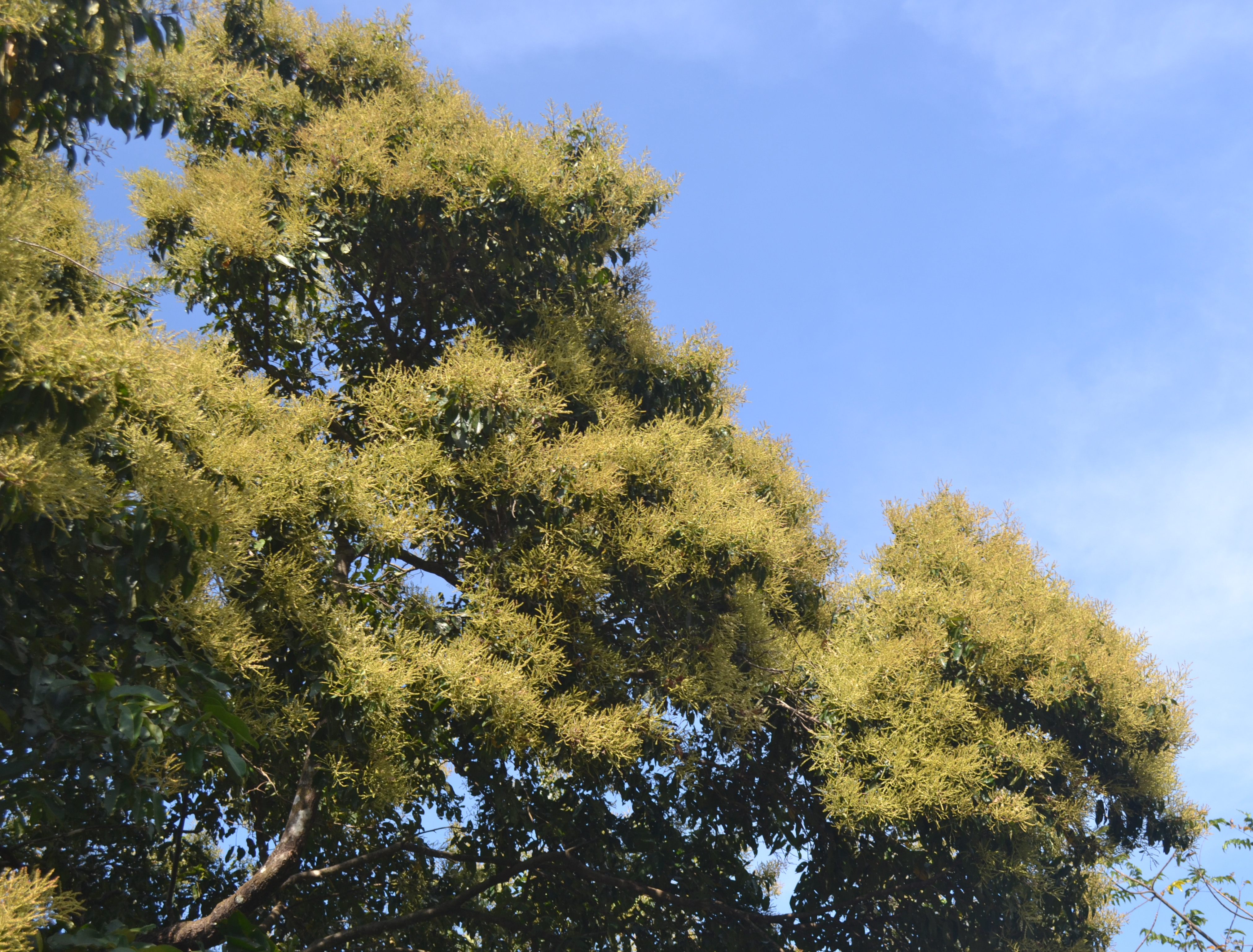
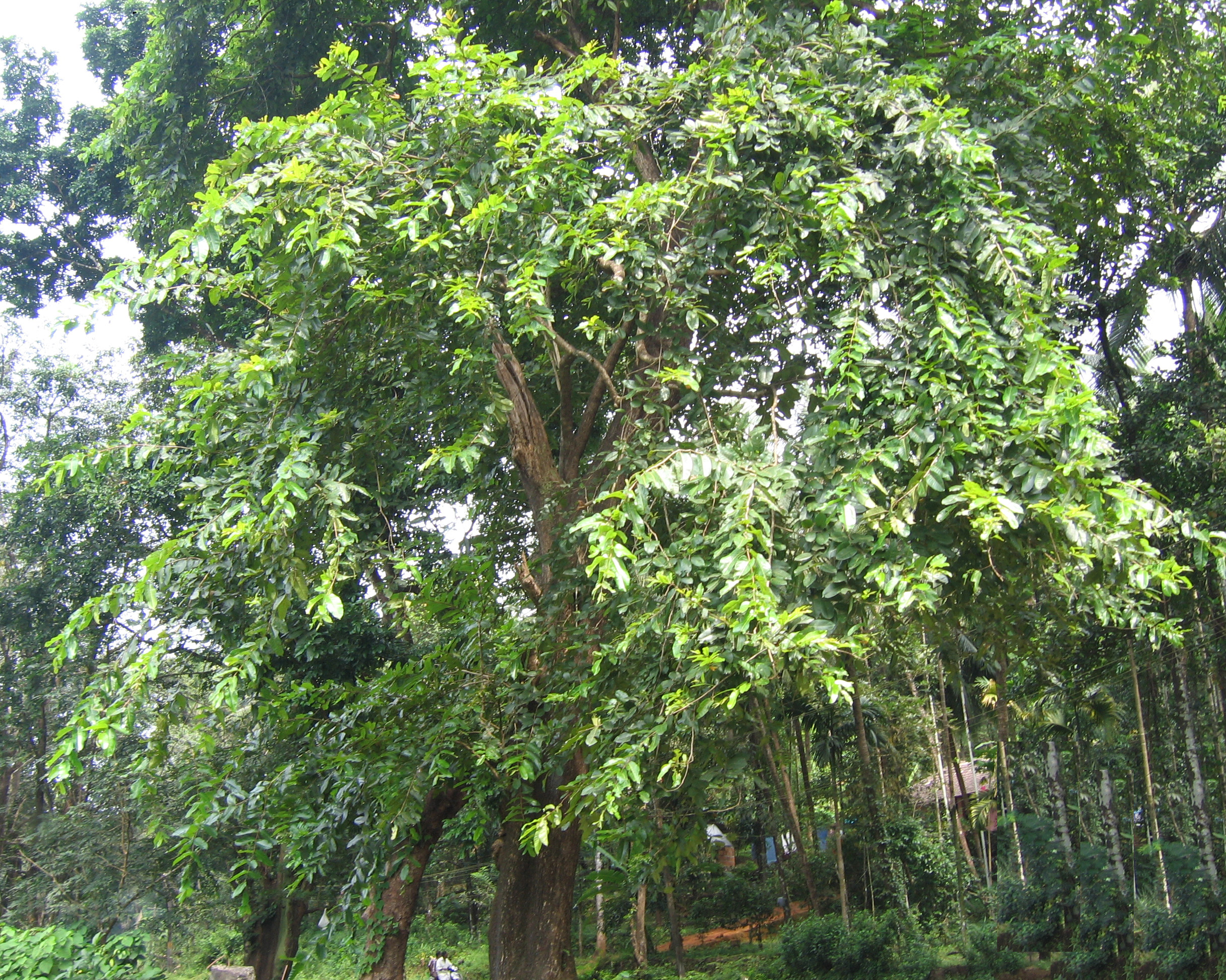